# Blutfahne

A Blutfahne Hitler kocsijában egy 1935-ös felvonulás során, mögötte Grimminger ezredes, a zászló őrzője áll

A Blutfahne (magyarul vérlobogó vagy véres zászló) a Nemzetiszocialista Német Munkáspárt, majd a Harmadik Birodalom egyik legszentebb ereklyéjének számított. A horogkeresztes zászlót az 1923 novemberében játszódó sörpuccs során használta a müncheni Sturmabteilung 5. Sturmja. A zászló a rendőri sortűz során a földre került és a meggyilkolt párttagok vére itatta át, főleg a zászlóra zuhanó Andreas Bauriedlé. Két elmélet létezik ez utáni útjával kapcsolatban. Az egyik szerint a zászlóvivő, Heinrich Trambauer elrejtette a véres lobogót, míg a másik szerint a müncheni rendőrséghez került. Az azonban biztos, hogy a zászló a börtönből szabaduló Adolf Hitlerhez 1925-ben jutott el.
A zászló hamarosan fontos szerepet kapott a különféle nemzetiszocialista eseményeken. A Blutfahne egy kétrészes fekete zászlórúdra került, amelyen olvasható volt a sörpuccs során elesettek neve, akiknek vére a zászlóra folyt. A zászlónak olyan nagy jelentőséget tulajdonítottak, hogy külön őrzőt is kijelöltek mellé, Jakob Grimminger SS ezredest. Amikor éppen nem volt szükség a lobogóra, akkor a müncheni pártközpontban tartották azt. A Blutfahne igen fontos szerepet töltött be, ugyanis az egyes zászlókat ehhez hozzáérintve szentelték fel, és az SS katonái is erre tették le esküjüket.
Az utolsó esemény, amelyen a zászló feltűnt, 1944. október 18-án volt, ám további sorsa teljesen ismeretlen. Egyes elméletek szerint megsemmisült a pártszékházat elpusztító szövetséges bombázásban, mások szerint az amerikai katonák valamelyike vitte el hadizsákmányként.